# Femina Miss India
Miss India o Femina Miss India es un concurso nacional de belleza en la India que cada año selecciona representantes para competir en Miss Mundo, uno de los cuatro grandes concursos internacionales de belleza. Está organizado por Femina, una revista para mujeres publicada por The Times Group.
La actual Femina Miss India (Femina Miss India Mundo) es Nandini Gupta de Rajasthan, quien fue coronada por Sini Sadanand Shetty el 15 de abril de 2023 en Imfal, Manipur.

## Historia

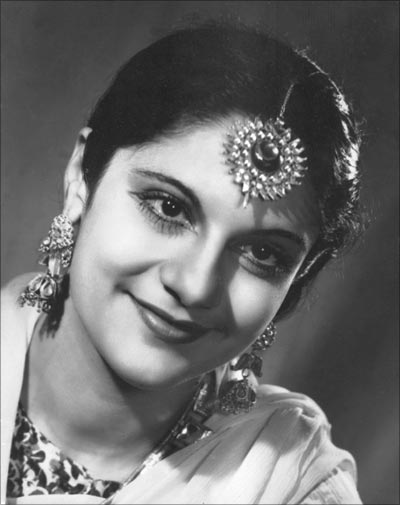
Miss India 1947 Esther Victoria Abraham

La primera Miss India fue Pramila (Esther Victoria Abraham), de Calcuta, quien ganó en 1947. Fue organizado por la prensa local.

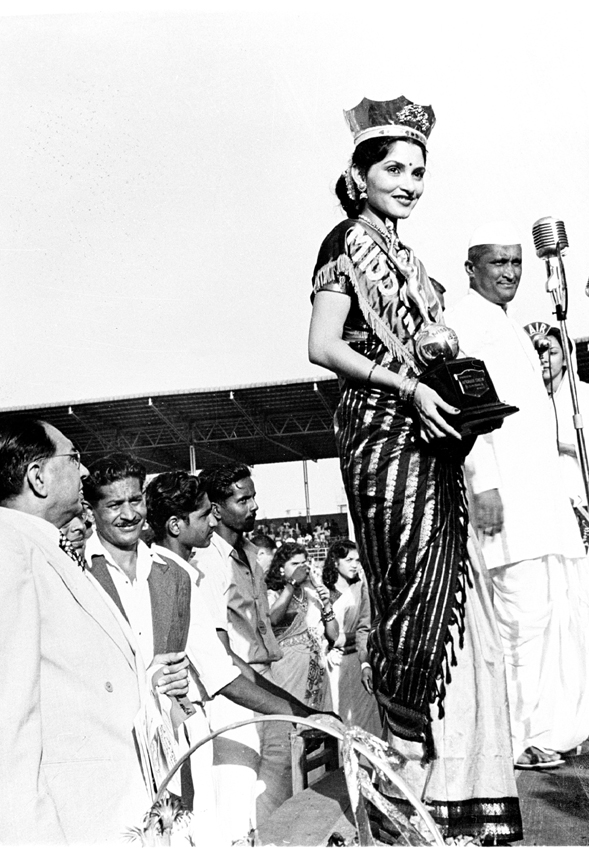
Indrani Rehman tras ser coronada Miss India 1952. Fue la primera mujer india en participar en el Miss Universo llevado a cabo en Estados Unidos en 1952.

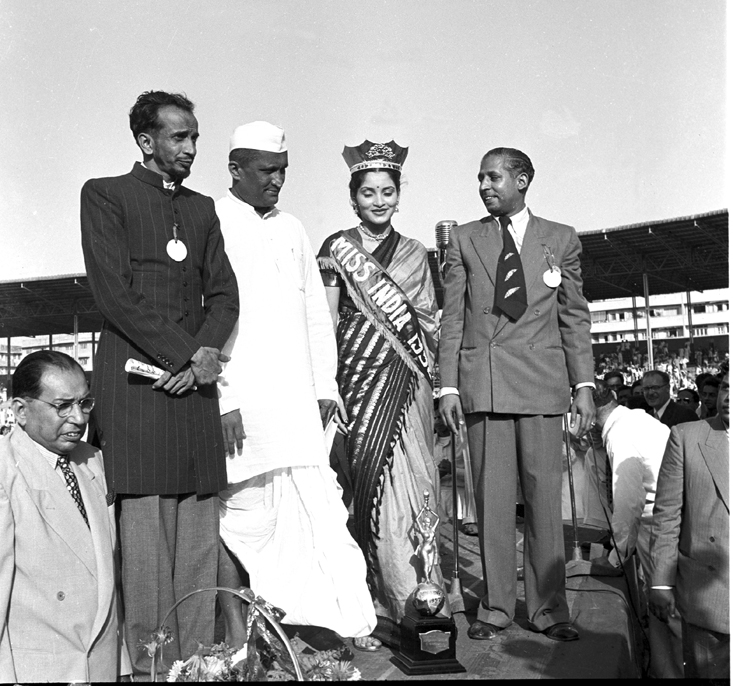
Miss India 1952, Indrani Rehman con el exlíder del Congreso indio S.K. Patil y dos de los patrocinadores del concurso Miss India de 1952.

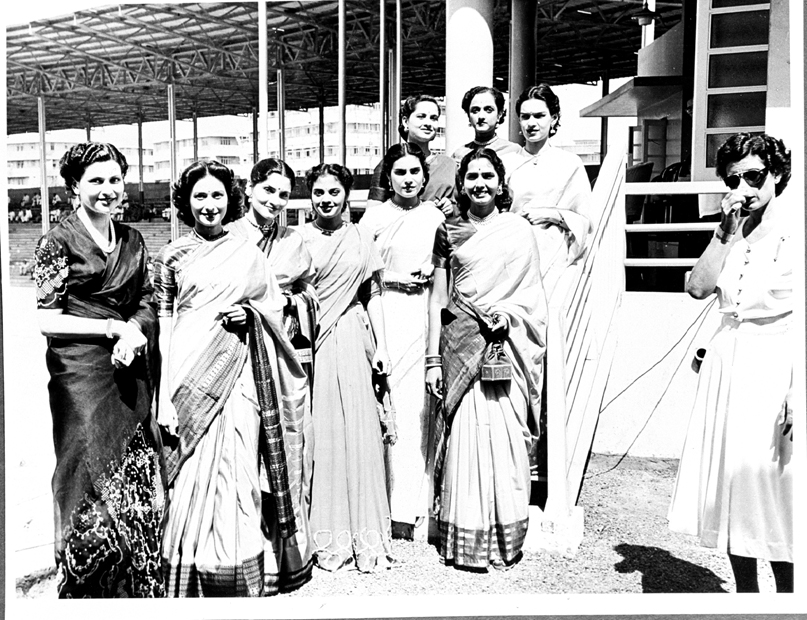
Las candidatas de Miss India 1952 posando para los fotógrafos en el Brabourne Stadium en Bombay. La ganadora de Miss India 1952, Indrani Rahman (tercera desde la izquierda) y la finalista Suryakumari (sexta desde la izquierda)

En 1952, se llevaron a cabo dos concursos de Miss India, Indrani Rehman y Nutan fueron las ganadoras del concurso. Nutan fue coronada como Miss Mussorie. El concurso estuvo a cargo de la prensa local. Indrani Rehman fue coronada en el Estadio Brabourne en Bombay en el mes de abril de 1952. Indrani luego representó a la India en Miss Universo 1952, la edición inaugural del concurso Miss Universo.
En 1953, Peace Kanwal de Punyab fue coronada Miss India 1953 en el concurso KARDAR-KOLYNOS. El concurso fue organizado por Abdur Rashid Kardar. Más tarde se estableció como una actriz de Bollywood.
En 1954, Leela Naidu de Maharashtra fue declarada Miss India, y ese mismo año apareció en la lista de la revista Vogue de las diez mujeres más bellas del mundo.
No hubo concurso de Miss India de 1955 a 1958. En 1959, Eve's Weekly organizó su primer concurso de Miss India llamado Eve's Weekly Miss India para enviar representantes de India al concurso de Miss Mundo. Fleur Ezekiel fue coronado como el ganador final. Ella representó a la India en Miss Mundo 1959 celebrada en Londres, Reino Unido.
El primer concurso de Femina Miss India se celebró en el año 1964. Meher Castelino Mistri de Maharashtra fue coronada como la primera Femina Miss India de la historia. Fue elegida para representar a la India en Miss Universo 1964 celebrada en los Estados Unidos y Miss Naciones 1964 celebrada en España.
Reita Faria fue la primera Miss India en ganar un concurso internacional de belleza. Fue coronada Miss Mundo 1966 en Londres, Reino Unido.  Ella fue la ganadora del concurso Eve's Weekly Miss India. El mismo año, la ganadora de Femina Miss India, Yasmin Daji, representó a India en Miss Universo 1966 y fue coronada como la tercera finalista del evento. Fue la primera ganadora de Femina Miss India en obtener un concurso internacional de belleza.
En días anteriores, Femina Miss India solía coronar a tres concursantes, la ganadora solía representar a India en Miss Universo y los finalistas fueron enviados a Miss Asia Pacífico e International Teen Princess. Más tarde, el segundo finalista representa a la India en Miss Teenage Intercontinental. En algunas ocasiones, el segundo finalista o un finalista se envió al concurso Queen of Pacific desde 1969 hasta 1975.
Zeenat Aman fue la primera campeona Femina Miss India en ganar un concurso internacional. Fue coronada Femina Miss India Asia Pacífico y ganó la Miss Asia Pacífico 1970 celebrada en Filipinas.
Más tarde, después de adquirir los derechos para enviar representantes de India a Miss Mundo, Femina Miss India solía seleccionar a tres ganadores que luego fueron enviados a los concursos internacionales de Miss Universo, Miss Mundo y Miss Asia Pacífico, respectivamente.
En 1991, Femina también adquirió los derechos para enviar representantes de la India al concurso de Miss Internacional y en algunas ocasiones el tercer ganador representó a la India en la Miss Internacional y se envió un finalista a la Miss Asia Pacífico Internacional o bien, el tercer ganador fue coronado como Femina, la Miss India India Asia. Pacific y solía representar a India en Miss Asia Pacific International y un finalista fue enviado a Miss International.
En 1994, después de la histórica victoria de la India en los certámenes internacionales, la organización terminó la práctica de coronar a un solo ganador y, en cambio, decidió que los tres primeros ganadores fueran designados como ganadores con igual visibilidad y premios.
En 2002, el tercer ganador fue designado para Miss Tierra en lugar de Miss Asia Pacífico.
En 2010, después de que I Am She - Miss Universe India adquirió los derechos para enviar a representantes de India a Miss Universe, Femina Miss India coronó a tres ganadoras como Femina Miss India World, Femina Miss India Earth y Femina Miss India International, la tercera ganadora representada en India. en el concurso de Miss Internacional.
En 2010, Tantra Entertainment Pvt. Ltd. (TEPL), en asociación con Sushmita Sen, comenzó un nuevo concurso llamado I Am She - Miss Universe India. El ganador de este concurso participó en el concurso de Miss Universo de 2010 a 2012.
En 2013, The Times Group adquirió nuevamente los derechos para enviar representantes de la India al concurso de Miss Universo y comenzó un nuevo concurso llamado Miss Diva. El primer concurso de Miss Diva se celebró en Mumbai el 5 de septiembre de 2013. Manasi Moghe de Maharashtra fue coronada Miss Diva Universe 2013. Manasi representó a India en Miss Universe 2013 y se ubicó entre los 10 mejores. Ella representó a la India en Miss Internacional 2013.

## Número de ganadoras
| Reinado                          | Títulos | Años Ganados                       |
| -------------------------------- | ------- | ---------------------------------- |
| Miss Universo                    | 3       | 1994, 2000, 2021                   |
| Miss Mundo                       | 6       | 1966, 1994, 1997, 1999, 2000, 2017 |
| Miss Tierra                      | 1       | 2010                               |
| Miss Supranacional               | 2       | 2014, 2016                         |
| Miss Intercontinental            | 2       | 1978, 1997                         |
| Miss Asia Pacífico Internacional | 3       | 1970, 1973, 2000                   |

## Representación internacional de Femina Miss India

### Miss Universo
Color key
- Ganadora
- Finalista
- Finalistas/Semifinalista

| Año       | Representantes             | Estado        | Posición                 | Premio Especial               |
| --------- | -------------------------- | ------------- | ------------------------ | ----------------------------- |
| 2023      | Shweta Sharda              | Chandigarh    | Semifinalista (Top 20)   |                               |
| 2022      | Divita Rai                 | Mangalore     | Semifinalista (Top 16)   |                               |
| 2021      | Harnaaz Kaur Sandhu        | Punjab        | Miss Universo 2021       |                               |
| 2020      | Adline Castelino           | Udupi         | 3.ª Finalista            |                               |
| 2019      | Vartika Singh              | Uttar Pradesh | Semifinalista (Top 20)   |                               |
| 2018      | Nehal Chudasama            | Mumbai        |                          |                               |
| 2017      | Shraddha Shashidhar        | Tamil Nadu    | No clasificó             |                               |
| 2016      | Roshmitha Harimurthy       | Karnataka     | No clasificó             |                               |
| 2015      | Urvashi Rautela            | Uttarakhand   | No clasificó             |                               |
| 2014      | Noyonita Lodh              | Bangalore     | Semifinalista (Top 15)   |                               |
| 2013      | Manasi Moghe               | Indore        | Finalista (Top 10)       |                               |
| 2012      | Shilpa Singh               | Samastipur    | Semifinalista (Top 16)   |                               |
| 2011      | Vasuki Sunkavalli          | Hyderabad     | No clasificó             |                               |
| 2010      | Ushoshi Sengupta           | Kolkata       | No clasificó             |                               |
| 2009      | Ekta Chowdhary             | Haryana       | No clasificó             |                               |
| 2008      | Simran Kaur Mundi          | Maharashtra   | No clasificó             |                               |
| 2007      | Puja Gupta                 | Delhi         | Finalista (Top 10)       |                               |
| 2006      | Neha Kapur                 | Delhi         | Cuartofinalista (Top 20) |                               |
| 2005      | Amrita Thapar              | Maharashtra   | No clasificó             |                               |
| 2004      | Tanushree Dutta            | Jharkhand     | Finalista (Top 10)       |                               |
| 2003      | Nikita Anand               | Delhi         | No clasificó             |                               |
| 2002      | Neha Dhupia                | Delhi         | Finalista (Top 10)       |                               |
| 2001      | Celina Jaitley             | West Bengal   | 5º Lugar (4.ª Finalista) |                               |
| 2000      | Lara Dutta                 | Uttar Pradesh | Miss Universo 2000       |                               |
| 1999      | Gul Panag                  | Punjab        | Finalista (Top 10)       |                               |
| 1998      | Lymaraina D'Souza          | Maharashtra   | Finalista (Top 10)       |                               |
| 1997      | Nafisa Joseph              | Karnataka     | Finalista (Top 10)       |                               |
| 1996      | Sandhya Chib               | Karnataka     | Finalista (Top 10)       |                               |
| 1995      | Manpreet Brar              | Delhi         | 2º Lugar (1.ª Finalista) |                               |
| 1994      | Sushmita Sen               | Delhi         | Miss Universo 1994       |                               |
| 1993      | Namrata Shirodkar          | Maharashtra   | Finalista (Top 6)        |                               |
| 1992      | Madhu Sapre                | Maharashtra   | 3º Lugar (2.ª Finalista) |                               |
| 1991      | Christabelle Howie         | Tamil Nadu    | No clasificó             |                               |
| 1990      | Suzanne Sablok             | Maharashtra   | Finalista (Top 10)       |                               |
| 1989      | Dolly Minhas (Asumió)      | Chandigarh    | No clasificó             |                               |
| 1989      | Kalpana Pandit             | Destronada    | Destronada               | Destronada                    |
| 1987      | Priyadarshini Pradhan      | Maharashtra   | No clasificó             | Mejor Traje Nacional          |
| 1986      | Mehr Jessia                | Maharashtra   | No clasificó             |                               |
| 1985      | Sonu Walia                 | Nueva Delhi   | No clasificó             |                               |
| 1984      | Juhi Chawla                | Punjab        | No clasificó             | Mejor Traje Nacional          |
| 1983      | Rekha Hande                | Maharashtra   | No clasificó             |                               |
| 1982      | Pamela Chaudry Singh       | New Delhi     | No clasificó             |                               |
| 1981      | Rachita Kumar              | Maharashtra   | No clasificó             |                               |
| 1980      | Sangeeta Bijlani           | Maharashtra   | No clasificó             | Mejor Traje Nacional          |
| 1979      | Swaroop Sampat             | Maharashtra   | No clasificó             |                               |
| 1978      | Alamjeet Kaur Chauhan      | Chandigarh    | No clasificó             | Mejor Traje Nacional          |
| 1977      | Bineeta Bose               | Maharashtra   | No clasificó             |                               |
| 1976      | Naina Sudhir Balsavar      | Uttar Pradesh | No clasificó             |                               |
| 1975      | Meenakshi Kurpad           | Mumbai        | No clasificó             |                               |
| 1974      | Shailini Bhavnath Dholakia | Maharashtra   | Semifinalista (Top 12)   |                               |
| 1973      | Farzana Habib              | Maharashtra   | Semifinalista (Top 12)   |                               |
| 1972      | Roopa Satyan               | Nueva Delhi   | Semifinalista (Top 12)   |                               |
| 1971      | Raj Gill                   | Maharashtra   | No clasificó             |                               |
| 1970      | Veena Sajnani              | Maharashtra   | No clasificó             |                               |
| 1969      | Kavita Bhambhani           | Maharashtra   | No clasificó             |                               |
| 1968      | Anjum Mumtaz Barg          | Maharashtra   | No clasificó             |                               |
| 1967      | Nayyara Mirza              | New Delhi     | No clasificó             |                               |
| 1966      | Yasmin Daji                | Maharashtra   | 4º Lugar (3.ª Finalista) |                               |
| 1965      | Persis Khambatta           | Maharashtra   | No clasificó             |                               |
| 1964      | Meher Castelino Mistri     | Maharashtra   | No Clasificó             |                               |
| 1953-1963 | No Participó               | No Participó  | No Participó             | No Participó                  |
| 1952      | Indrani Rehman             | Tamil Nadu    | No clasificó             | India debutó en Miss Universo |

### Miss Mundo
Color key
- Ganadora
- Primera Finalista/Segunda Finalista
- Finalistas/Semifinalista

| Año  | Representantes           | Estado                                                                                              | Posición                                                                                            | Premio Especial |
| ---- | ------------------------ | --------------------------------------------------------------------------------------------------- | --------------------------------------------------------------------------------------------------- | --- |
| 2021 | Manasa Varanasi          | Telangana                                                                                           | Semifinalista (Top 13)                                                                              | |
| 2019 | Suman Rao                | Rayastán                                                                                            | 3º Lugar (2.ª Finalista)                                                                            | Desafío de cabeza a cabeza (ganadora) Miss Mundo Talento (Top 27) Miss Mundo Top Modelo(3º Lugar) Belleza con un Propósito (Top 10) |
| 2018 | Anukreethy Vas           | Tamil Nadu                                                                                          | Cuartofinalista (Top 40)                                                                            | Desafío de cabeza a cabeza (ganadora) Miss Mundo Talento (Top 18) Miss Mundo Top Modelo(Top 30) |
| 2017 | Manushi Chhillar         | Haryana                                                                                             | Miss Mundo 2017                                                                                     | Desafío de cabeza a cabeza (ganadora) Belleza con un Propósito (ganadora) Miss Mundo Top Modelo(Top 30) Premio multimedia (Top 20)) Premio a la elección del pueblo (Top 9) |
| 2016 | Priyadarshini Chatterjee | Nueva Delhi                                                                                         | Cuartofinalista (Top 20)                                                                            | Belleza con Propósito (Top 5) Miss Mundo Talento (Top 21) |
| 2015 | Aditi Arya               | Nueva Delhi                                                                                         | No clasificó                                                                                        | Multimedia (Top 5) Elección Popular (Top 5) World Fashion Designer Dress (Top 10) Belleza con Propósito (Top 25) Miss Mundo Talento (Top 30) Top Model (Top 30) |
| 2014 | Koyal Rana               | Nueva Delhi                                                                                         | Finalista (Top 11)                                                                                  | Miss Mundo Asia (Ganadora) Belleza con Propósito (Ganadora) World Fashion Designer Dress (Ganadora) Danzas del Mundo (Participante) Gala de Caridad y Subasta Belleza Playera (1.ª finalista) Multimedia (Top 5) Elección Popular (Top 11) Top Model (Top 20) Miss Mundo Deportes & Fitness (Top 29) |
| 2013 | Navneet Kaur Dhillon     | Punyab                                                                                              | Cuartofinalista (Top 20)                                                                            | Multimedia (Ganadora) Belleza con Propósito (Top 10) Ronda de Entrevistas (Top 20) |
| 2012 | Vanya Mishra             | Punyab                                                                                              | 6º Lugar Finalista (Top 7)                                                                          | Belleza con Propósito (Ganadora) Multimedia (Ganadora) Danzas del Mundo (Participante) Ronda de Entrevistas (Top 16) Belleza Playera (Top 40) Top Model (Top 47) |
| 2011 | Kanishtha Dhankhar       | Maharashtra                                                                                         | Cuartofinalista (Top 31)                                                                            | Belleza con un Propósito (Top 10) Miss Mundo Top Model (Top 10) |
| 2010 | Manasvi Mamgai           | New Delhi                                                                                           | No Clasificó                                                                                        | Danzas del mundo (Participante) Miss Mundo Top Model (Top 20) Belleza Playera (Top 20) |
| 2009 | Pooja Chopra             | Maharashtra                                                                                         | Semifinalista (Top 16)                                                                              | Belleza con un Propósito (Ganadora) Miss Mundo Deporte (Top 6) |
| 2008 | Parvathy Omanakuttan     | Kerala                                                                                              | 2º Lugar (1.ª Finalista)                                                                            | Miss Mundo Asia-Oceanía Miss Mundo Top Model (2.ª Finalista) Belleza Playera (Top 10) |
| 2007 | Sarah Jane Dias          | Maharashtra                                                                                         | No Clasificó                                                                                        | Miss Mundo Talento (Top 8) |
| 2006 | Natasha Suri             | Maharashtra                                                                                         | Semifinalistas (Top 17)                                                                             | Belleza Playera (2.ª Finalista) Premio Diseñadores del Mundo(2.ª Finalista) Miss Mundo Talento(Top 10) |
| 2005 | Sindhura Gadde           | Andhra Pradesh                                                                                      | Semifinalistas (Top 15)                                                                             | |
| 2004 | Sayali Bhagat (Asumió)   | Maharashtra                                                                                         | No Clasificó                                                                                        | Miss Mundo Talento (Top 20) |
| 2004 | Lakshmi Pandit           | Destronada                                                                                          | Destronada                                                                                          | Destronada |
| 2003 | Ami Vashi                | Gujarat                                                                                             | 4º Lugar (3.ª Finalista)                                                                            | Miss Mundo Talento (Top 21) |
| 2002 | Shruti Sharma            | Uttar Pradesh                                                                                       | Cuartofinalista (Top 20)                                                                            | |
| 2001 | Sara Corner              | Karnataka                                                                                           | No Clasificó                                                                                        | |
| 2000 | Priyanka Chopra          | Uttar Pradesh                                                                                       | Miss Mundo 2000                                                                                     | Miss Mundo Asia-Oceanía |
| 1999 | Yukta Mookhey            | Maharashtra                                                                                         | Miss Mundo 1999                                                                                     | Miss Mundo Asia-Oceanía |
| 1998 | Annie Thomas             | Uttar Pradesh                                                                                       | No Clasificó                                                                                        | |
| 1997 | Diana Hayden             | Andhra Pradesh                                                                                      | Miss Mundo 1997                                                                                     | Miss Mundo Asia-Oceanía Miss Fotogénica Mejor en Traje de Baño |
| 1996 | Rani Jeyraj              | Karnataka                                                                                           | 4º Lugar Finalista (Top 5)                                                                          | Miss Mundo Asia-Oceanía Mejor en Traje de Noche |
| 1995 | Preeti Mankotia          | Karnataka                                                                                           | No Clasificó                                                                                        | |
| 1994 | Aishwarya Rai            | Karnataka                                                                                           | Miss Mundo 1994                                                                                     | Miss Mundo Asia-Oceanía Miss Fotogénica |
| 1993 | Karminder Kaur-Virk      | Chandigarh                                                                                          | No Clasificó                                                                                        | Mejor en Traje Nacional |
| 1992 | Shyla López              | Karnataka                                                                                           | No Clasificó                                                                                        | |
| 1991 | Ritu Singh               | New Delhi                                                                                           | Semifinalistas (Top 10)                                                                             | |
| 1990 | Naveeda Mehdi            | Maharashtra                                                                                         | No Clasificó                                                                                        | |
| 1989 | No Participó             | No Participó                                                                                        | No Participó                                                                                        | No Participó |
| 1988 | Anuradha Kottur          | Maharashtra                                                                                         | No Clasificó                                                                                        | |
| 1987 | Manisha Kohli            | Maharashtra                                                                                         | No Clasificó                                                                                        | |
| 1986 | Maureen Mary Lestourgeon | Maharashtra                                                                                         | No Clasificó                                                                                        | |
| 1985 | Sharon Mary Clarke       | Maharashtra                                                                                         | No Clasificó                                                                                        | |
| 1984 | Suchita Kumar            | Maharashtra                                                                                         | No Clasificó                                                                                        | |
| 1983 | Sweety Grewal            | Maharashtra                                                                                         | No Clasificó                                                                                        | |
| 1982 | Uttara Mhatre Kher       | Maharashtra                                                                                         | No Clasificó                                                                                        | |
| 1981 | Deepti Divakar           | Andhra Pradesh                                                                                      | No Clasificó                                                                                        | |
| 1980 | Elizabeth Anita Reddi    | Andhra Pradesh                                                                                      | Semifinalistas (Top 15)                                                                             | |
| 1979 | Raina Winifred Mendonica | Maharashtra                                                                                         | No Clasificó                                                                                        | Photographer's choice (Top 10) |
| 1978 | Kalpana Iyer             | Maharashtra                                                                                         | Semifinalistas (Top 15)                                                                             | Participante Mas Popular Miss Talento (Top 20) Photographer's choice (Top 15) |
| 1977 | Veena Prakash            | Se retiró en protesta por la presencia de una Mujer blanca como Miss Sudáfrica                      | Se retiró en protesta por la presencia de una Mujer blanca como Miss Sudáfrica                      | Se retiró en protesta por la presencia de una Mujer blanca como Miss Sudáfrica |
| 1976 | Naina Balsavar           | Se retiró en protesta por la presencia de dos participantes de Sudáfrica - una blanco y otra negro. | Se retiró en protesta por la presencia de dos participantes de Sudáfrica - una blanco y otra negro. | Se retiró en protesta por la presencia de dos participantes de Sudáfrica - una blanco y otra negro. |
| 1975 | Anjana Sood              | Maharashtra                                                                                         | Semifinalistas (Top 15)                                                                             | |
| 1974 | Kiran Dholakia           | Maharashtra                                                                                         | No Clasificó                                                                                        | |
| 1973 | No Participó             | No Participó                                                                                        | No Participó                                                                                        | No Participó |
| 1972 | Malathi Basappa          | Karnataka                                                                                           | 5º Lugar (4.ª Finalista)                                                                            | |
| 1971 | Prema Narayan            | Andhra Pradesh                                                                                      | No Clasificó                                                                                        | |
| 1970 | Heather Corinne Faville  | Maharashtra                                                                                         | Semifinalistas (Top 15)                                                                             | |
| 1969 | Adina Shellim            | Maharashtra                                                                                         | No Clasificó                                                                                        | |
| 1968 | Jane Coelho              | Nueva Delhi                                                                                         | No Clasificó                                                                                        | |
| 1967 | No Participó             | No Participó                                                                                        | No Participó                                                                                        | No Participó |
| 1966 | Reita Faria              | Maharashtra                                                                                         | Miss Mundo 1966                                                                                     | Mejor en Traje de Baño Mejor en Traje de Noche por Llevar un Sari |
| 1965 | No Participó             | No Participó                                                                                        | No Participó                                                                                        | No Participó |
| 1964 | No Participó             | No Participó                                                                                        | No Participó                                                                                        | No Participó |
| 1963 | No Participó             | No Participó                                                                                        | No Participó                                                                                        | No Participó |
| 1962 | Ferial Karim             | Maharashtra                                                                                         | Semifinalistas (Top 15)                                                                             | |
| 1961 | Veronica Leonora         | Maharashtra                                                                                         | No Clasificó                                                                                        | |
| 1960 | Iona Pinto               | Maharashtra                                                                                         | No Clasificó                                                                                        | |
| 1959 | Fleur Ezekiel            | Maharashtra                                                                                         | India Debuta en Miss Mundo                                                                          | India Debuta en Miss Mundo |

### Miss Supranacional
Femina Miss India y Miss Diva (The Times Group) adquirieron los derechos para enviar representantes de India a Miss Supranational solo a partir del año 2013. En los años 2011 y 2012, los concursantes fueron seleccionados por Indian Princess concurso.
| Año  | Representantes         | Estado        | Posición                | Premio Especial |
| ---- | ---------------------- | ------------- | ----------------------- | --- |
| 2021 | Aavriti Choudhary      | Jabalpur      | Finalista (Top 12)      | |
| 2019 | Shefali Sood           | Uttar Pradesh | Semifinalistas (Top 25) | Miss influencer (Top 10) |
| 2018 | Aditi Hundia           | Jaipur        | Semifinalistas (Top 25) | |
| 2017 | Peden Ongmu Namgyal    | Sikkim        | Semifinalistas (Top 25) | Miss Talento - 2nd Runner-up Mejor en Traje de Baño - 3rd Runner-up                                                                      |
| 2016 | Srinidhi Ramesh Shetty | Karnataka     | Miss Supranacional 2016 | Miss Supranacional - Asia and Oceania Miss Mobstar - 3rd Runner-up                                                                       |
| 2015 | Aafreen Rachael Vaz    | Karnataka     | Finalista (Top 10)      | Miss Supranacional - Asia and Oceania Miss Supranacional Top Modelo - Top 10 Miss Internet - 1st Runner Up Mejor Traje Nacional - Top 10 |
| 2014 | Asha Bhat              | Karnataka     | Miss Supranacional 2014 | Miss Talento Miss Internet - Top 5 |
| 2013 | Vijaya Sharma          | New Delhi     | Semifinalistas (Top 20) | |
| 2012 | Gunjan Saini           | New Delhi     | No clasificó            | |
| 2011 | Michelle Almeda        | Maharashtra   | Semifinalistas (Top 20) | Miss Supranacional - Asia and Oceania Miss Internet                                                                                      |

### Miss Grand Internacional
| Año  | Representantes      | Estado        | Posición                 | Premio Especial                                                                               |
| ---- | ------------------- | ------------- | ------------------------ | --------------------------------------------------------------------------------------------- |
| 2019 | Shivani Jadhav      | Chhattisgarh  |                          |                                                                                               |
| 2018 | Meenakshi Chaudhary | Haryana       | 2º Lugar (1.ª Finalista) | Señorita popular (Top 10) Mejor traje nacional (Top 10)                                       |
| 2017 | Anukriti Gusain     | Uttarakhand   | Semifinalistas (Top 20)  | Mejor traje nacional (Top 20)                                                                 |
| 2016 | Pankhuri Gidwani    | Uttar Pradesh | No clasificó             | Mejor traje nacional (Top 10)                                                                 |
| 2015 | Vartika Singh       | Uttar Pradesh | 3º Lugar (2.ª Finalista) | Las mejores redes sociales (ganadora) Señorita popular (Top 10) Mejor traje nacional (Top 20) |
| 2014 | Monica Sharma       | Nueva Delhi   | No clasificó             | Mejor traje nacional (Top 20)                                                                 |
| 2013 | Rupa Khurana        | Nueva Delhi   | No clasificó             |                                                                                               |

### Miss Continentes Unidos
| Año  | Representantes         | Estado            | Posición                 | Premio Especial                                                     |
| ---- | ---------------------- | ----------------- | ------------------------ | ------------------------------------------------------------------- |
| 2019 | Shreya Shanker         | Bihar             |                          |                                                                     |
| 2018 | Gayatri Bharadwaj      | Nueva Delhi       | Semifinalistas (Top 10)  | Mejor traje nacional (1.ª Finalista)                                |
| 2017 | Sana Dua               | Jammu y Cachemira | Semifinalistas (Top 10)  |                                                                     |
| 2016 | Lopamudra Raut         | Maharastra        | 3º Lugar (2.ª Finalista) | Mejor traje nacional (ganadora) Señorita fotogenica (1.ª Finalista) |
| 2015 | Sushrii Shreya Mishraa | Odisha            | 4º Lugar (3.ª Finalista) | Mejor traje nacional (ganadora) Señorita fotogenica (ganadora)      |
| 2014 | Gail Nicole Da Silva   | Goa               | 2º Lugar (1.ª Finalista) | Mejor traje nacional (ganadora) Señorita fotogenica (ganadora)      |
| 2013 | Purva Rana             | Himachal Pradesh  | Virreina                 | Mejor traje nacional (2.ª Finalista)                                |